# Federico Mansilla
Federico Mansilla (1891 -  1953) fue un actor de cine, radio y teatro argentino con larga trayectoria en su país.

## Teatro
En 1921 participó del elenco de la compañía Angelina Pagano-Ducasse que representó la comedia La solución en el teatro Liceo.

## Radio
En 1924 protagonizó el primer intento de transmitir un texto literario no escrito originalmente para ese fin, con el poema El rosal de las ruinas, de Belisario Roldán.
En 1926 formó con Angelina Pagano y Orfilia Rico una compañía de teatro radial unitario que transmitía obras de autores nacionales. Adquirió gran popularidad en 1927 en el rol de "El Abuelito", en el programa radial del mismo nombre, que interpretaba con su voz maravillosa, algo engolada, transmitiendo caracterizado y con público desde un estudio de radio con escenografía teatral Las fuentes difieren en cuanto a la emisora: para algunas era LON Radio Fénix y para otras, la Radio Nacional de entonces, que luego se llamaría Radio Belgrano.

## Cine
Debutó en la pantalla en 1934 con un breve papel cumplido en Ídolos de la radio. Tuvo trabajos de relevancia en Héroes sin fama (1940), donde interpretó al cínico caudillo y en Dios se lo pague (1948) donde encarnó al dueño de la fábrica donde trabajaba Arturo de Córdova. 
También fue el relator de Esperanza (1949) y, en su último filme, fue uno de los amantes de Laura Hidalgo en Armiño negro   (1953).

## Filmografía
Actor
- El conde de Montecristo  (1953)
- Armiño negro   (1953)
- Mi mujer está loca   (1952)
- Un guapo del 900    (abandonada) (1952)
- El extraño caso del hombre y la bestia   (1951)…Dr. Dayon
- Sombras en la frontera   (1951) …Hombre en yate
- Los árboles mueren de pie   (1951)
- La culpa la tuvo el otro   (1950) …Inspector Moyano
- Nacha Regules (1950)
- Don Juan Tenorio (1949)
- Esperanza (1949) …Voz en off
- Almafuerte    (1949)
- Las aventuras de Jack    (1949)
- Fascinación  (1949)
- Edición Extra   (1949) …Senador Medina
- La Rubia Mireya   (1948)
- El barco sale a las diez   (1948)
- Dios se lo pague   (1948)
- Mirad los lirios del campo   (1947)
- Como tú lo soñaste   (1947)
- Albéniz (1947)
- El Capitán Pérez   (1946)
- El tercer huésped   (1946) …abogado
- Celos (1946) …abogado
- Allá en el setenta y tantos   (1945)
- Santa Cándida   (1945)
- Veinticuatro horas en la vida de una mujer (1944)
- La novia de primavera   (1942)
- Yo conocí a esa mujer   (1942)
- Adolescencia  (1942)
- Yo quiero morir contigo   (1941) …Sr. Borson
- Héroes sin fama   (1940)
- Ídolos de la radio    (1934)